# Rauen

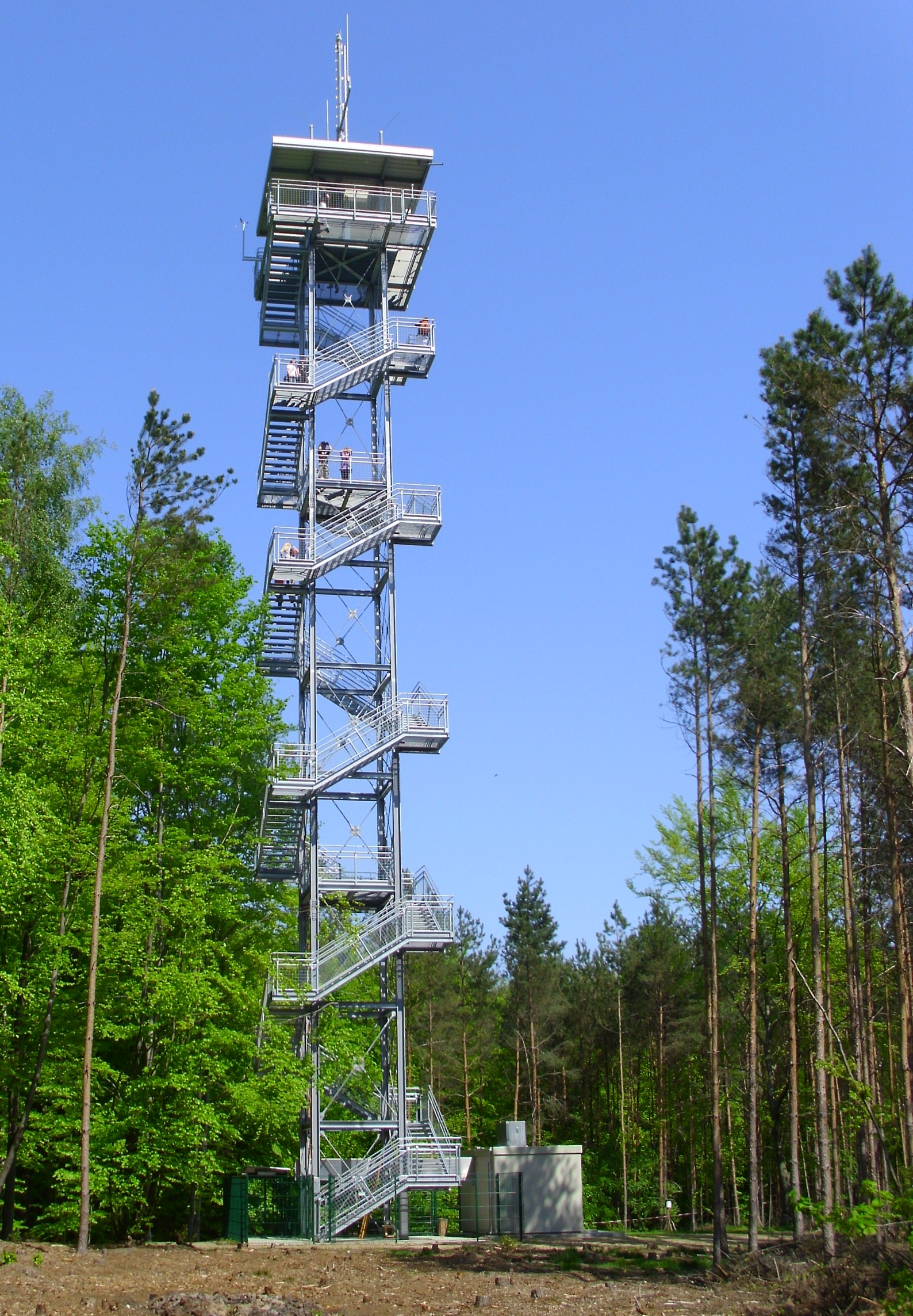
Utsiktstorn i Rauensche Bergen.

Rauen är en kommun och ort i östra Tyskland, belägen i Landkreis Oder-Spree i förbundslandet Brandenburg, 4 km sydväst om staden Fürstenwalde/Spree och omkring 50 km öster om Berlin. Kommunen har cirka 
2 000 invånare och administreras som en kommun inom kommunalförbundet Amt Spreenhagen, vars säte ligger i Spreenhagen.

## Kultur och sevärdheter
Orten är bland annat känd för sin medeltida försvarskyrka och höjden Rauensche Bergen, med ett utsiktstorn och flyttblocken Markgrafsteine i Karlshamnsgranit. En del från det största flyttblocket användes på 1820-talet för att tillverka den 6,9 meter breda granitskål i ett enda stycke som idag står i Lustgarten i Berlin.
Utsiktstornet i Rauensche Bergen som tillkom 2011 är 36 meter högt. Varje år hölls vid kyrkan en julmarknad och den tredje söndagen i april äger löpartävlingen Fontanelauf rum. Förutom löpning finns sträckor för vandring och för stavgång.